# Équipe cycliste 3C Gruppe
L'équipe cycliste 3C Gruppe est une équipe cycliste allemande participant aux circuits continentaux de cyclisme et en particulier l'UCI Europe Tour.
L'équipe disparaît fin 2008 et est remplacée par une équipe amateurs de 8 ou 9 coureurs sous le nom de SCW2000.

## Saison 2008

### Effectif
| Coureur             | Date de naissance | Nationalité | Équipe 2007      | Équipe 2009                |
| ------------------- | ----------------- | ----------- | ---------------- | -------------------------- |
| Tobias Erler        | 17.05.1979        | Allemagne   |                  |                            |
| Sebastian Forke     | 13.03.1987        | Allemagne   | LKT Brandenburg  |                            |
| Matthias Friedemann | 17.08.1984        | Allemagne   |                  |                            |
| Sergej Fuchs        | 21.02.1987        | Allemagne   |                  | Rabobank Continental       |
| Dominic Klemme      | 31.10.1986        | Allemagne   |                  | Saxo Bank-IT Factory       |
| Christian Leben     | 06.04.1985        | Allemagne   |                  | Nordland Hamburg           |
| René Obst           | 21.06.1977        | Allemagne   |                  |                            |
| Björn Papstein      | 05.06.1975        | Allemagne   |                  | SCW2000                    |
| Dennis Pohl         | 11.11.1986        | Allemagne   | Heinz von Heiden | Kuota                      |
| Sebastian Pristl    | 15.09.1987        | Allemagne   |                  | Milram Continental         |
| Frank Scherzinger   | 12.04.1986        | Allemagne   | Néo-pro          | Atlas Romer's Hausbäckerei |
| Felix Schäfermeier  | 03.08.1988        | Allemagne   |                  | SCW2000                    |
| Paul Voss           | 26.03.1986        | Allemagne   |                  | Milram                     |

### Victoires
| Date       | Course                         | Pays      | Classe | Vainqueur      |
| ---------- | ------------------------------ | --------- | ------ | -------------- |
| 14/02/2008 | 10e étape du Tour de Cuba      | Cuba      |        | René Obst      |
| 09/03/2008 | Grand Prix de Lillers          | France    |        | Dominic Klemme |
| 12/06/2008 | 3e étape du Tour de Thuringe   | Allemagne |        | Dominic Klemme |
| 21/08/2008 | 2e étape du Rothaus Regio-Tour | Allemagne |        | Dominic Klemme |
| 27/08/2008 | Course des raisins             | Belgique  |        | Dominic Klemme |